# Не искушай (романс)
«Не искушай» («Не искушай меня без ну́жды», «Разуверение») — романс М. И. Глинки на стихотворение Е. А. Баратынского, написанный около 1825 года. Это второй романс композитора и один из наиболее известных.

## История
В своих «Записках» (завершённых в 1855 году) сам Глинка, вспоминая события 1825 года, пишет о романсе следующим образом: «Первая неудачная попытка сочинения с текстом относится к этому времени. Это был романс на слова Константина Александровича Бахтурина, сына правителя нашей канцелярии. Когда же сочинен мною первый удачный романс „Не искушай меня без нужды“ (слова Баратынского), — не помню; по соображению полагаю, что я написал его около этого времени, т. е. в течение 1825 года». В тот период Глинка жил в Петербурге и находился в самом начале творческого пути. Он много занимался скрипкой, фортепиано и пением; музицировал в светских салонах и ориентировался в первую очередь на вокально-камерное творчество, включая популярные в то время романсы Алябьева, Верстовского и Титова.
Романс известен в двух авторских редакциях. Из них более популярна первая, в 1854 году опубликованная Ф. Т. Стелловским; вторая при жизни композитора не публиковалась и была впервые издана лишь в 1955 году.

## Общая характеристика
Не искушай меня без ну́жды

Возвратом нежности твоей:

Разочарованному чужды

Все обольщенья прежних дней.

Уж я не верю увереньям,

Уж я не верую в любовь,

И не могу предаться вновь

Раз изменившим сновиденьям.
Романс Глинки написан на стихотворение Е. А. Баратынского «Разуверение» (1821). Композитор незначительно изменил оригинальный текст: так, если у Баратынского строка звучит как «слепой тоски моей не множь», то у Глинки — «немой тоски». По мнению А. Е. Майкапара, внесённые Глинкой изменения, включая пунктуационные, неслучайны и служат общему замыслу. Т. Н. Ливанова и В. В. Протопопов считают, что «главную прелесть» романса Глинки составляет «скрытый огонь, который только угадывается в тексте Баратынского». Наталья Рубинштейн подчёркивает принципиальное несходство смыслов, заложенных в тексте и задаваемых музыкой: если Баратынский писал «о перегоревшем чувстве, об обиде и остуде сердца», то романс Глинки «взволнованной молящей интонацией ставит под сомнение непоправимость результата, на котором настаивает поэт».
Ряд исследователей отмечают близость глинковского романса бытовой песне, в первую очередь «городскому романсу». Однако при этом подчёркивается, что Глинка не следовал каким-либо конкретным образцам, а, отобрав всё наиболее яркое и типическое, поднял, по словам Ливановой и Протопопова, бытовую песню «до уровня классического типа». Схожим образом говорит об этом и Б. В. Асафьев: «Глинка по-глинковски индивидуально запечатлевает почувствованные им повсеместно выразительные, многих людей волнующие интонации… В этом романсе впервые проявилось непередаваемое словами глинкинское обаяние, так сказать, его почерк, его стилевое „я“, запечатленное в обобщении общезначимого».
Романс «Не искушай» во многом близок и жанру элегии. В числе её характерных черт О. Е. Левашёва называет типичные для элегии структуру и ритм (заданные поэтическим размером), чередование минора и мажора с последующим возвращением к первоначальной тональности, плавность мелодии, начинающейся типичным секстовым запевом и на всём своём протяжении пронизанной этим интервалом, и т. п. Однако романс Глинки отличается от большинства произведений его современников и предшественников особой психологической направленностью и глубиной проникновения в текст. По словам Левашёвой, Глинка «с гениальной простотой» сумел воплотить заложенную в нём «антитезу разочарования и надежды».
Форма романса отражает эту двойственность. Короткое вступление с ниспадающими секвенциями задаёт «интонацию вздоха», которая затем получает развитие в вокальной партии. Первая, минорная часть в размеренном ритме передаёт разочарование; вторая, взволнованно-смятенная, — пробудившуюся надежду. При этом, по мнению М. А. Овчинникова, наиболее характерной чертой музыки романса является её «принципиальная антитеатральность»: надрыв, свойственный эстетике романса, уступает здесь место тонкой интонационной нюансировке.

## Исполнители
В. А. Васина-Гроссман называет романс «Не искушай» «первой яркой удачей Глинки в области вокальной лирики». М. А. Овчинников отмечает, что именно благодаря этому сочинению к имени Глинки впервые было привлечено внимание широкой публики. До настоящего времени романс входит в репертуар многих вокалистов; в числе исполнителей в разные годы были А. Ф. Ведерников, Г. П. Вишневская, И. С. Козловский, С. Я. Лемешев, Н. А. Обухова, М. О. Рейзен и др. Существует также ряд дуэтных исполнений (Г. П. Вишневская и И. С. Козловский, Е. К. Катульская и С. Я. Лемешев, А. В. Нежданова и И. С. Козловский, и т. п.).